# Склодовская (лунный кратер)
Кратер Склодовская (лат. Sklodowska) — большой ударный кратер в южном полушарии обратной стороны Луны. Название присвоено в честь франко-польской учёной Марии Склодовской-Кюри (1867—1934) и утверждено Международным астрономическим союзом в 1961 г. 

## Описание кратера

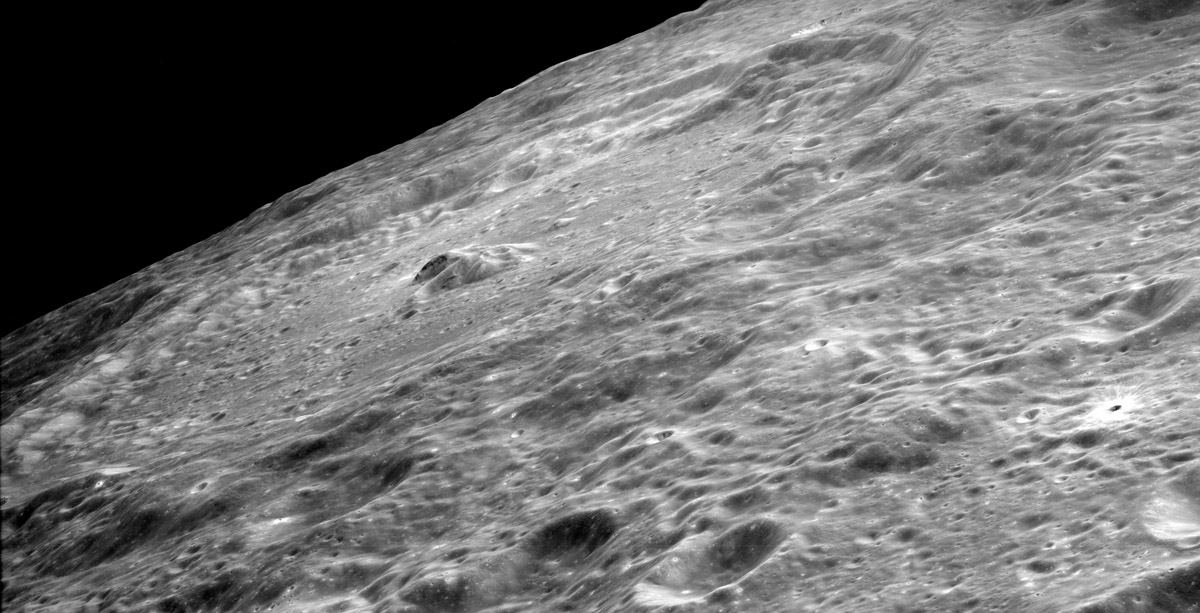
Кратер Склодовская. Фрагмент панорамного снимка с борта Аполлона-17.

Ближайшими соседями кратера являются кратер Шорр на западе-юго-западе; кратер Ритц на северо-западе; кратер Ганский на севере; кратер Пастер на северо-востоке; кратер Баклунд на востоке; кратер Ковальский на юго-востоке и кратер Кюри на юго-западе.Селенографические координаты центра кратера 18°02′ ю. ш. 96°09′ в. д. / 18,04° ю. ш. 96,15° в. д., диаметр 125,6 км, глубина 2,9 км.
Кратер Склодовская имеет полигональную форму и умеренно разрушен. Вал с четко очерченной кромкой, юго-восточная оконечность вала перекрыта сателлитным кратером Склодовская J. Внутренний склон вала ярко выраженной террасовидной структуры, несколько неравномерный по ширине. Высота вала над окружающей местностью достигает 1630 м, объем кратера составляет приблизительно 17200 км³. Дно чаши кратера сравнительно ровное, вероятно переформированное лавой, испещрено множеством мелких кратеров. В центре чаши расположены два массивных центральных пика разделенных узкой долиной.
Несмотря на расположение на обратной стороне Луны при благоприятной либрации кратер доступен для наблюдения с Земли, однако под низким углом и в искаженной форме.

## Сателлитные кратеры
| Склодовская | Координаты                                            | Диаметр, км |
| ----------- | ----------------------------------------------------- | ----------- |
| A           | 14°46′ ю. ш. 96°49′ в. д. / 14,77° ю. ш. 96,81° в. д. | 10,5        |
| D           | 13°51′ ю. ш. 99°24′ в. д. / 13,85° ю. ш. 99,4° в. д.  | 17,5        |
| J           | 19°27′ ю. ш. 97°58′ в. д. / 19,45° ю. ш. 97,96° в. д. | 14,7        |
| R           | 19°00′ ю. ш. 92°33′ в. д. / 19° ю. ш. 92,55° в. д.    | 17,8        |
| Y           | 13°20′ ю. ш. 95°44′ в. д. / 13,34° ю. ш. 95,73° в. д. | 17,0        |

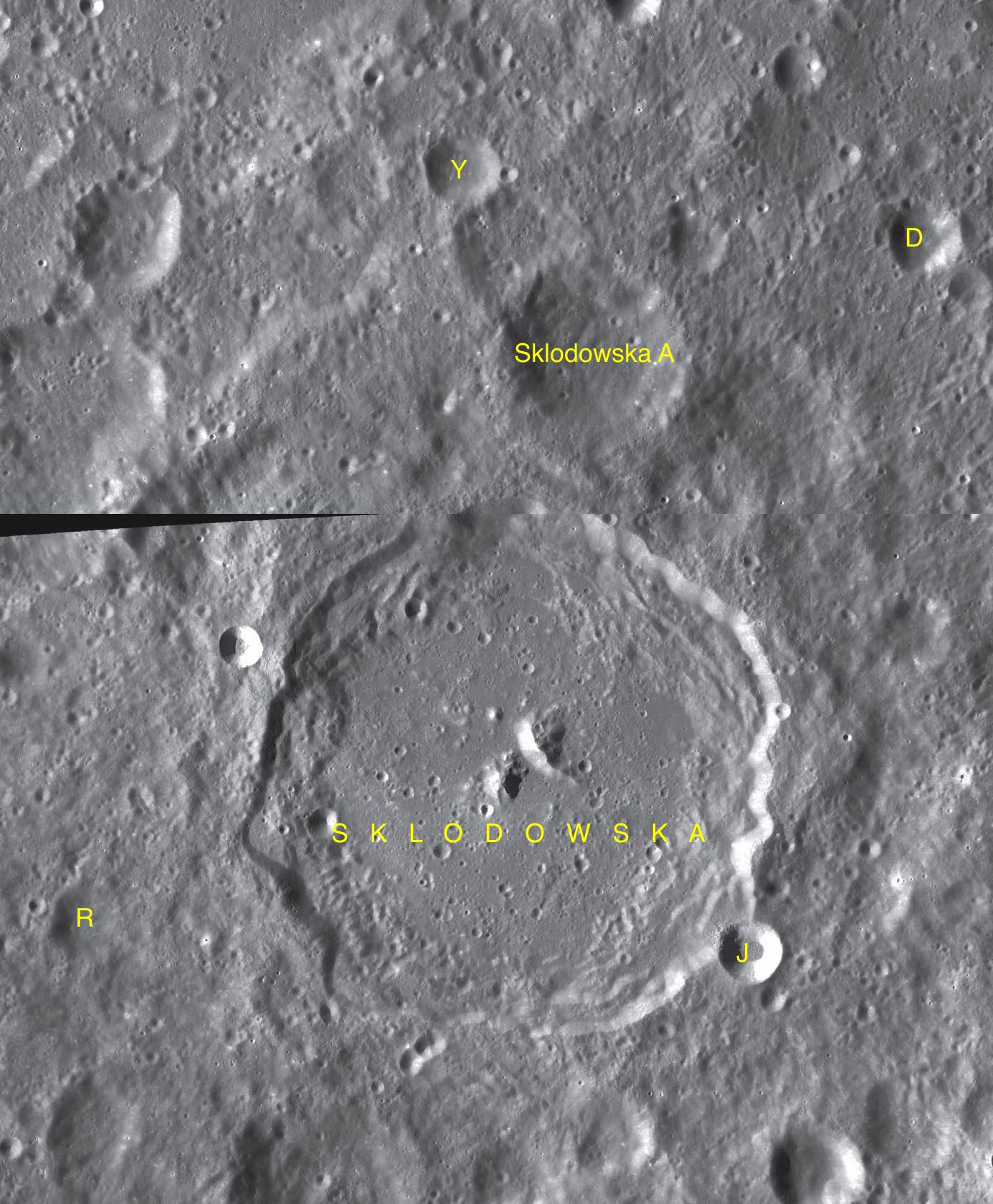
Фрагменты карт LAC-82, LAC-100.

- Образование сателлитного кратера Склодовская A относится к нектарскому периоду[3].